# No hay 2 sin 3 (singolo)
No hay 2 sin 3 è la canzone di David Bisbal feat. Cali y el Dandee presentata nel 2012, in occasione del Campionato europeo di calcio 2012 e canzone ufficiale della nazionale spagnola per la competizione.
Primo singolo estratto dall'album Eurocopa 2012 di Bisbal.